# Abbaye Notre-Dame de la Grainetière
Pour les articles homonymes, voir Abbaye Notre-Dame.
L'abbaye Notre-Dame de La Grainetière a été fondée vers 1130 par des moines bénédictins de l'abbaye de Fontdouce en Saintonge, et confirmée par le pape Lucius II en 1144 ou 1145. Elle est située dans la commune des Herbiers, ancienne paroisse d'Ardelay.

## Histoire
D'après les Annales de Dom Mabillon, un pieux et riche poitevin Gilbert de La Chaize donna un domaine isolé nommé "Granataria" en Poitou au premier abbé de Fontdouce nommé Guillaume de Conchamp. D'après Dom Mabillon, cette donation et la première installation de moines peuvent se situer vers 1130. C'est le second abbé de Fontdouce qui fonda définitivement l'abbaye sous le vocable de Notre-Dame après 1137 mais avant 1144 ou 1145. En effet, une bulle papale de Lucius II cite clairement l'abbaye de La Grainetière et la place sous la protection papale. Fondée dans le sillage de Géraud de Salles, les constructions d'ampleur commencent à la fin du XIIe siècle. Ses vestiges en font un exemple important de l'art roman en Vendée. Une galerie de cloître, la porte de la salle capitulaire, un mur du réfectoire et les vestiges de l'église témoignent de la qualité de la construction, du soin des sculptures apporté à son édification.
Au XIVe siècle la salle du chapitre est reprise dans le goût du gothique rayonnant.
Elle a été plusieurs fois incendiée ou mise à sac par les Anglais lors de la guerre de Cent Ans ou pendant les guerres de Religion. Dévastée, quelques travaux à la fin du XVIe et au début du XVIIe siècle modifient fortement l'aile sud du cloître. Malgré cela, elle ne se relèvera pas de sa ruine. Vers 1760, il ne reste qu'un seul religieux et un desservant. La mense est alors attribuée au séminaire de Luçon.
Déclarée bien national en 1790, les bâtiments conventuels sont vendus à un cultivateur en 1791, suivis par l'église en 1806. Celle-ci, encore en bon état à la fin du XVIIIe siècle, est démolie progressivement jusqu'au milieu du XIXe .
Aux trois quarts démolie, elle est rachetée en 1963 pour être en partie restaurée et accueille en 1979 un prieuré de la Congrégation Notre-Dame d'Espérance. Elle abrite ainsi aujourd'hui la seule communauté monastique masculine de Vendée.

## Galerie

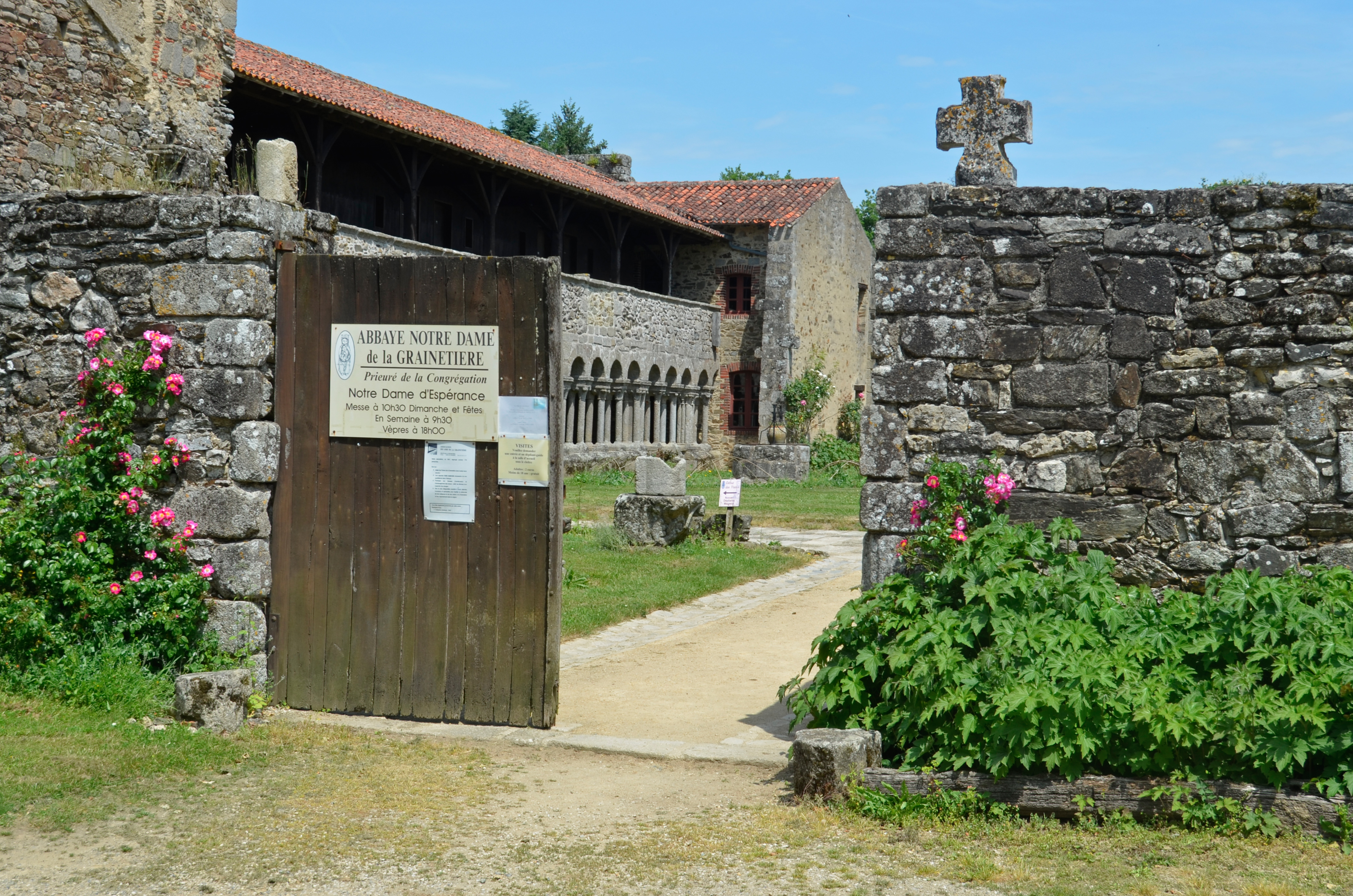
L'entrée.
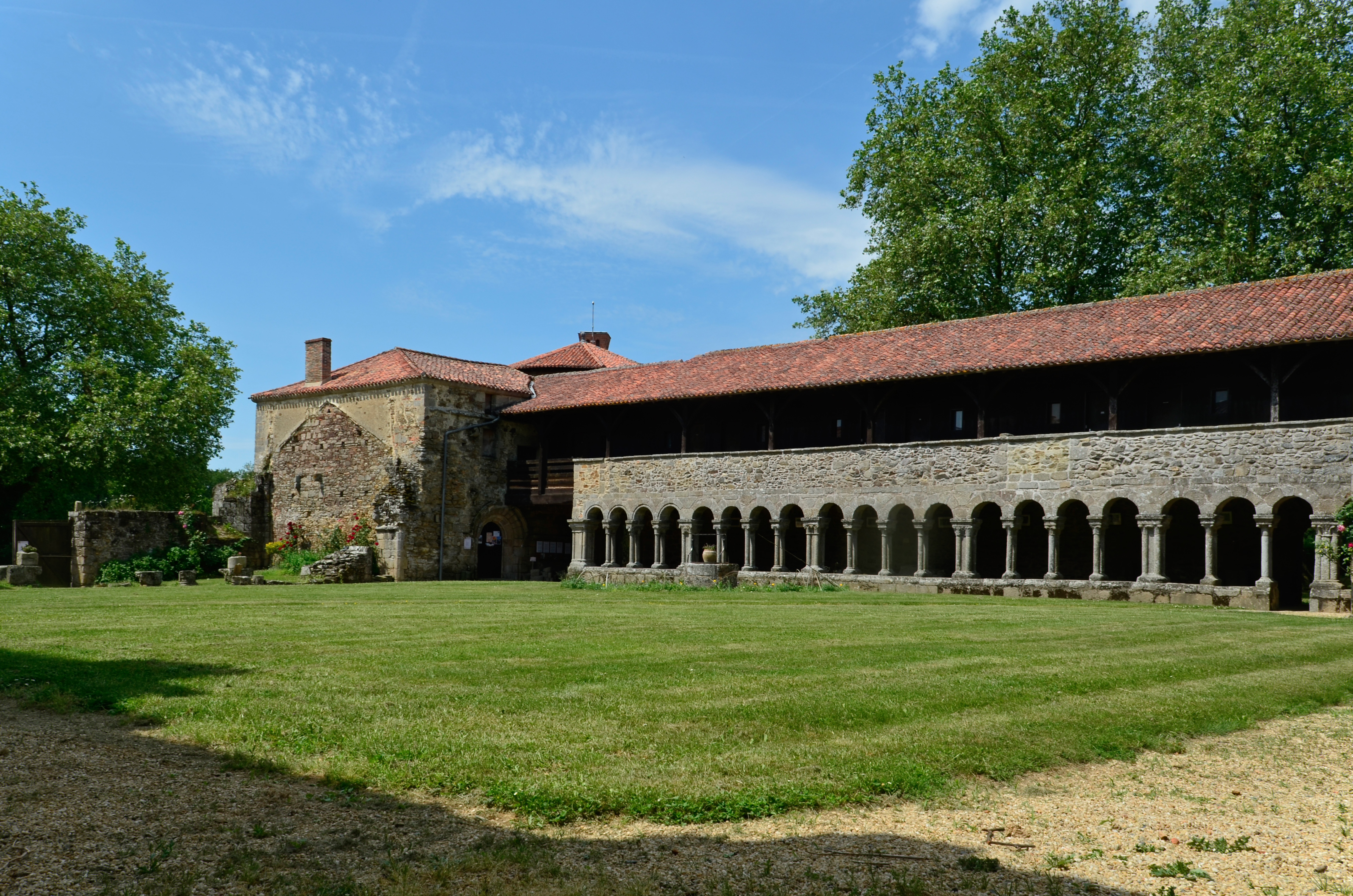
Le cloître.
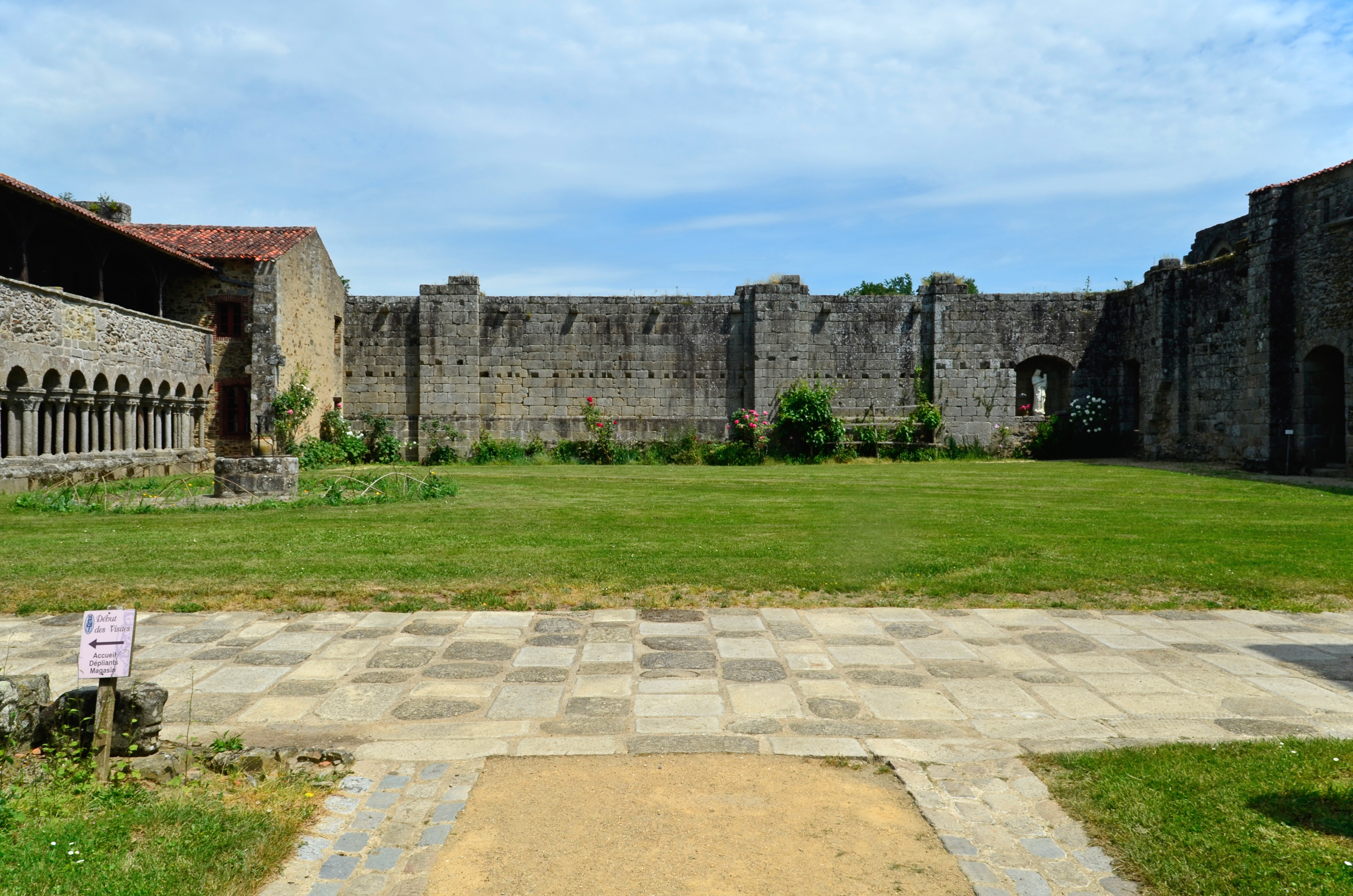
Galerie Nord.
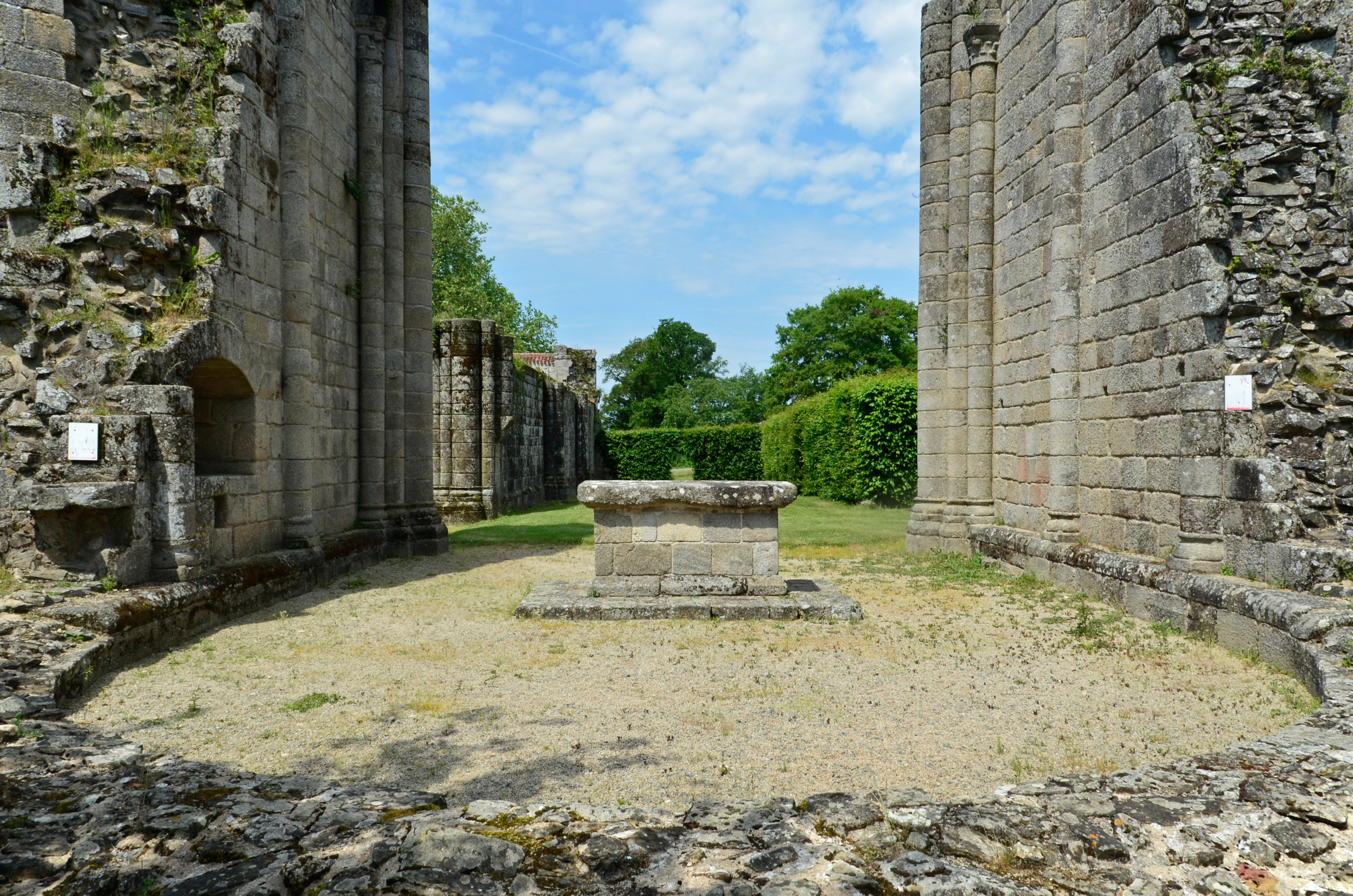
Autel entre les absidioles.
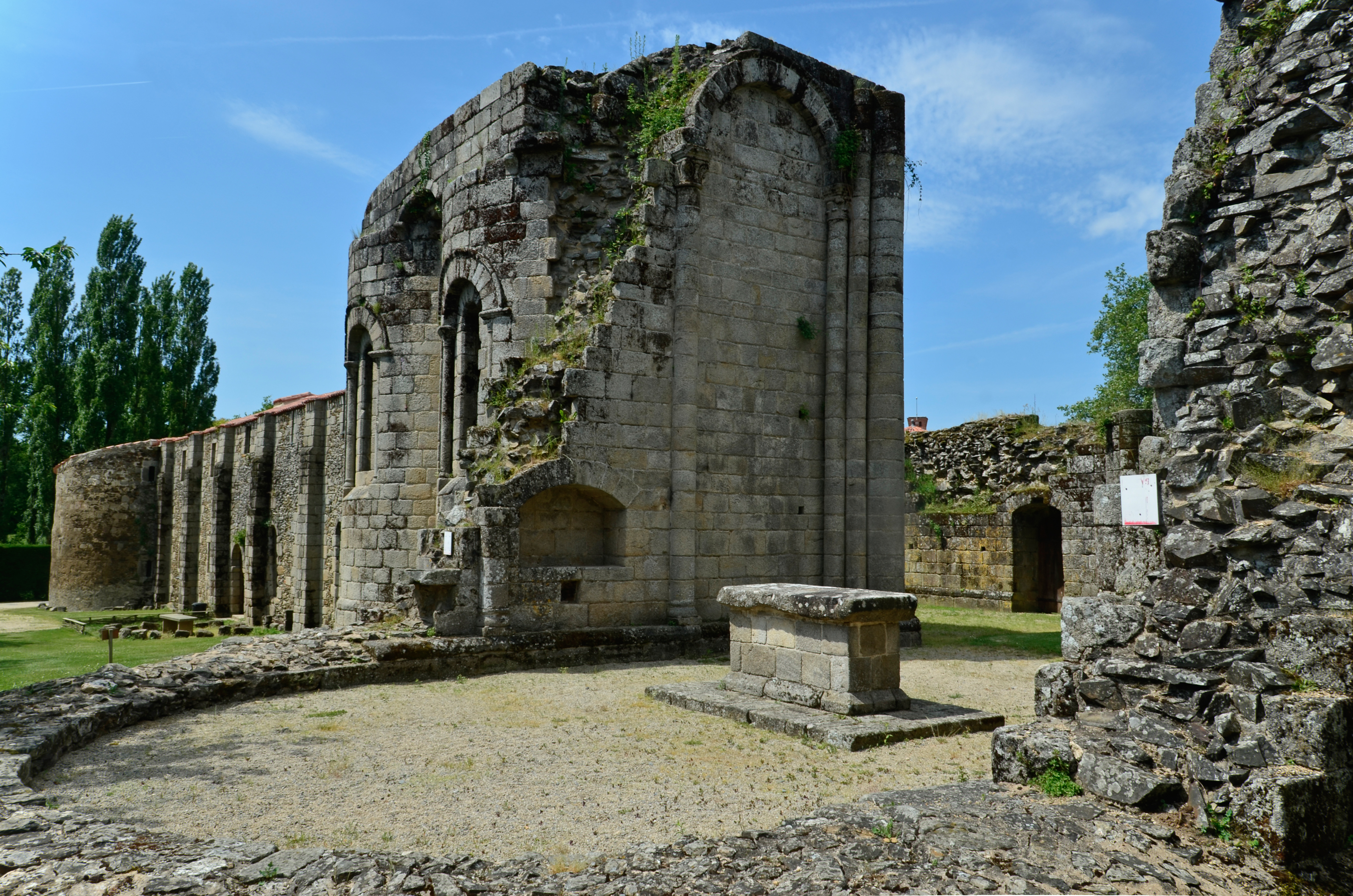
Autel entre les absidioles (2).
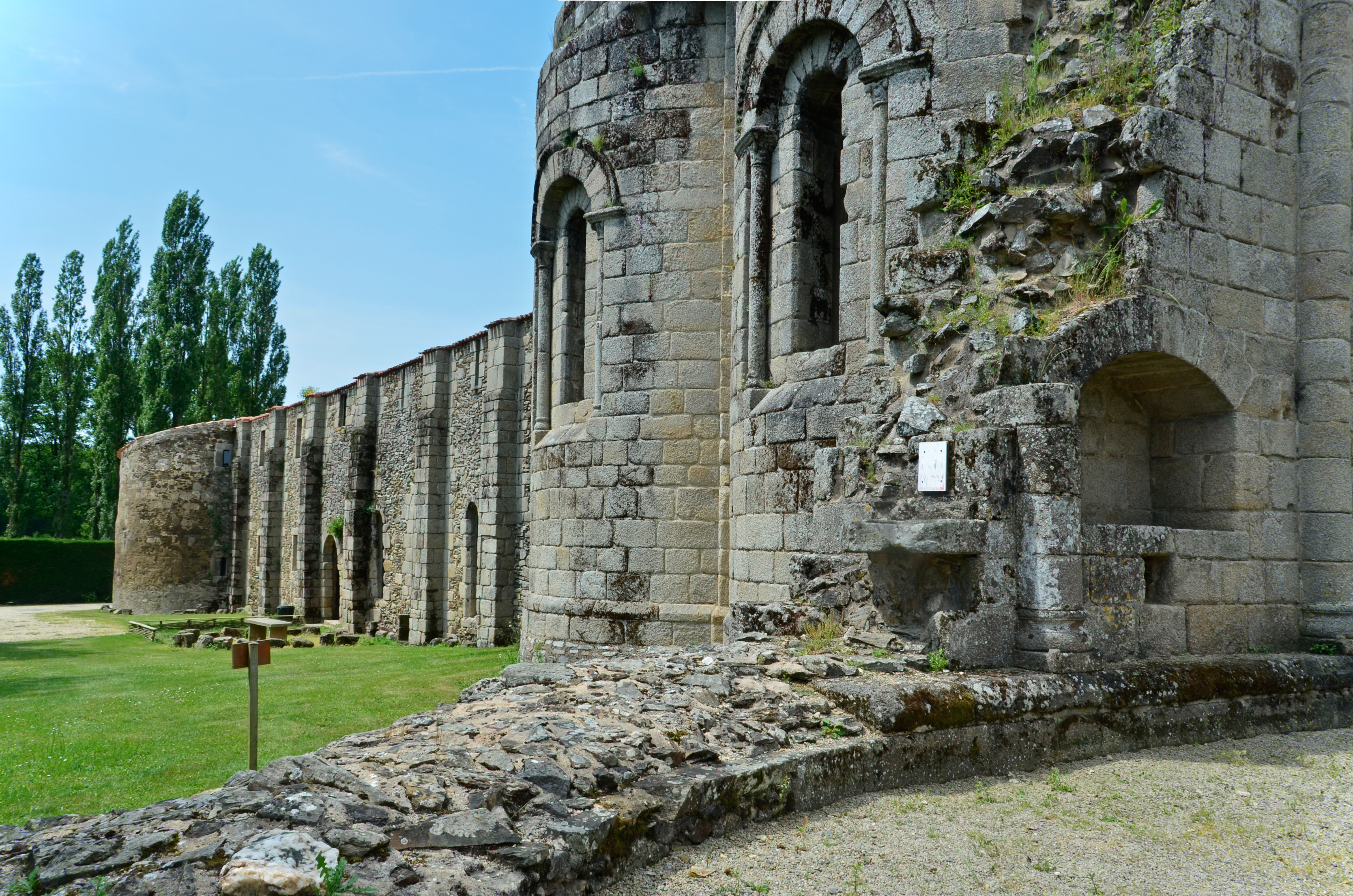
Côté Est, la salle capitulaire.
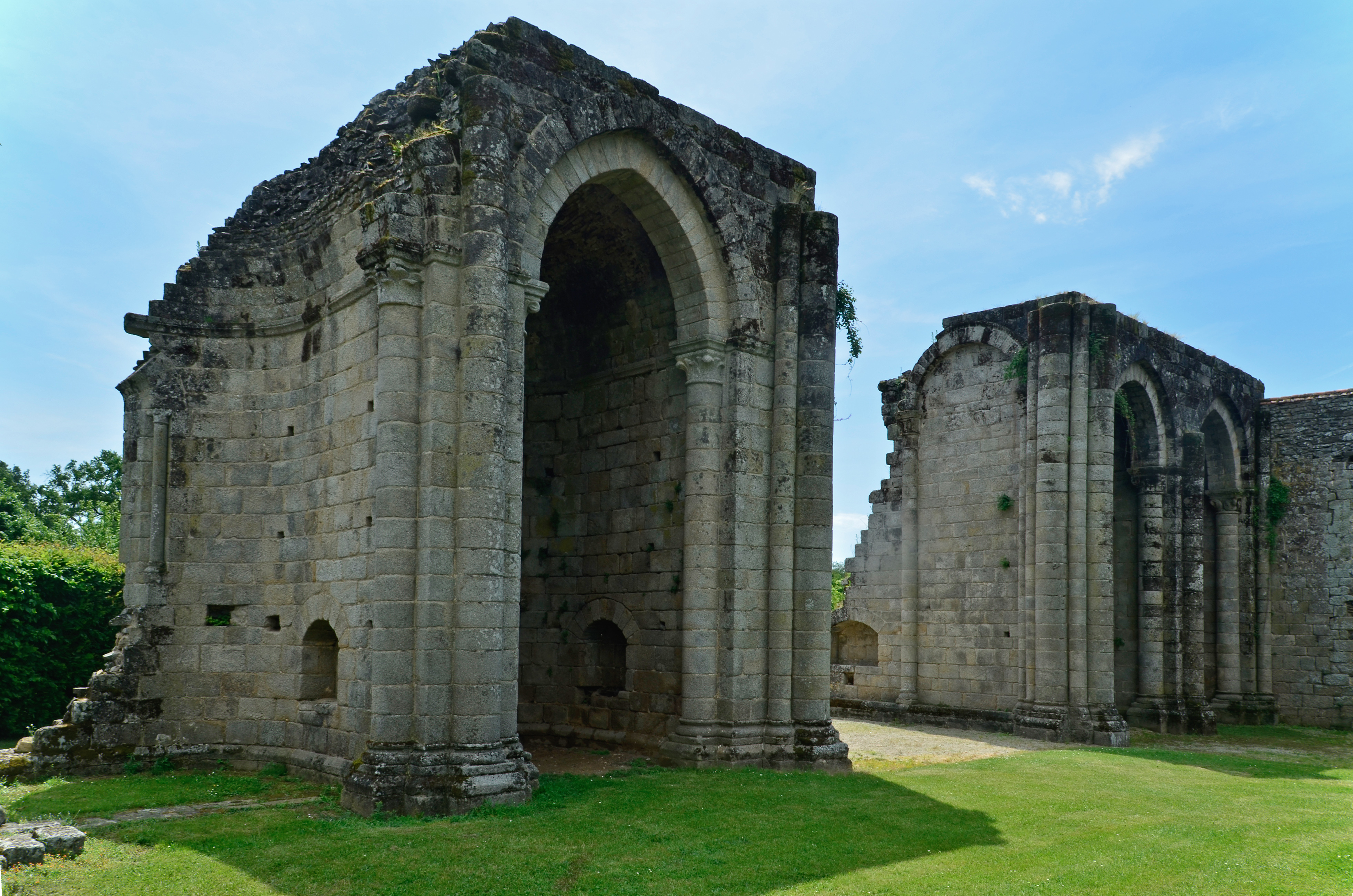
Les absidioles.
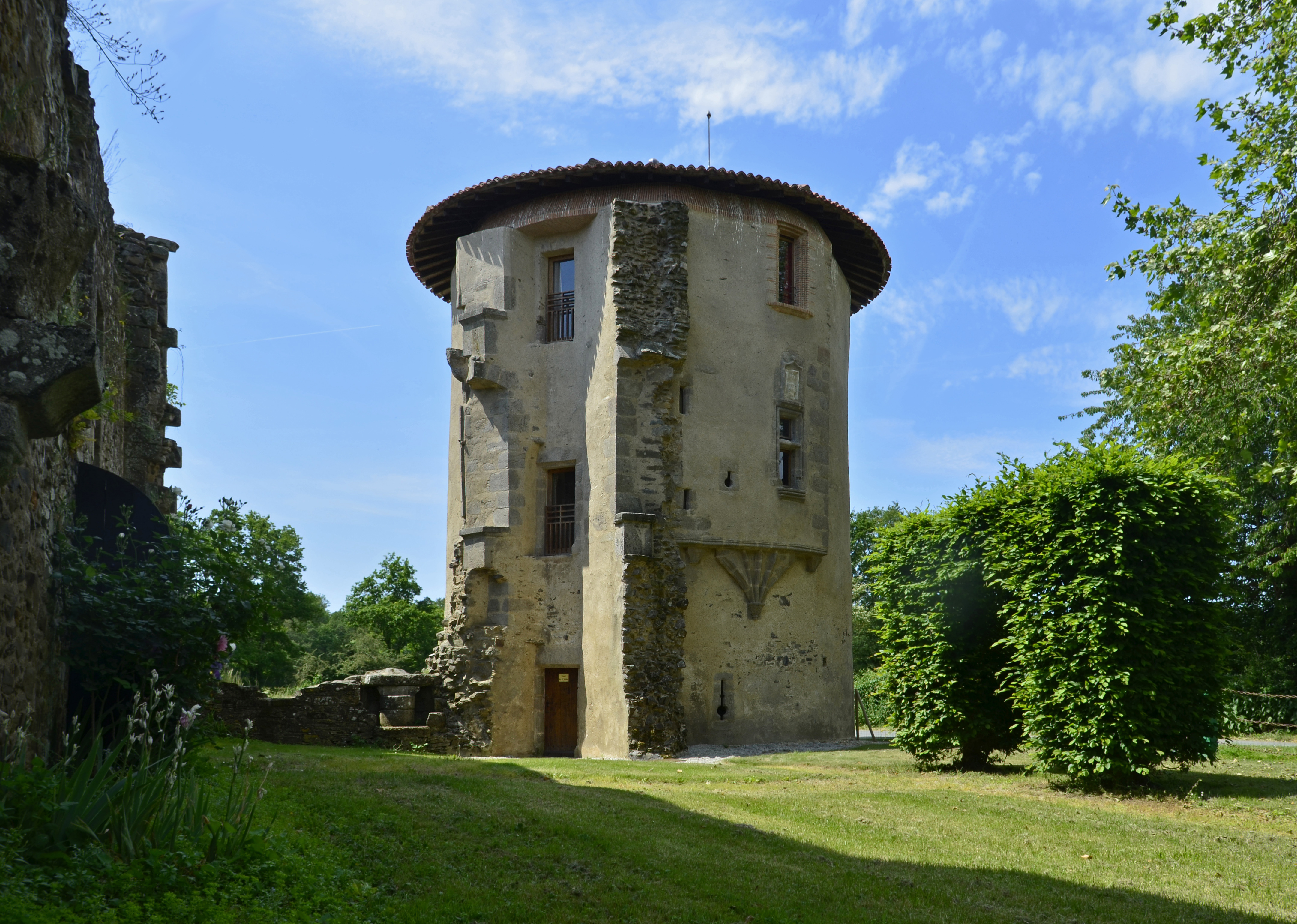
La tour de l'abbé.
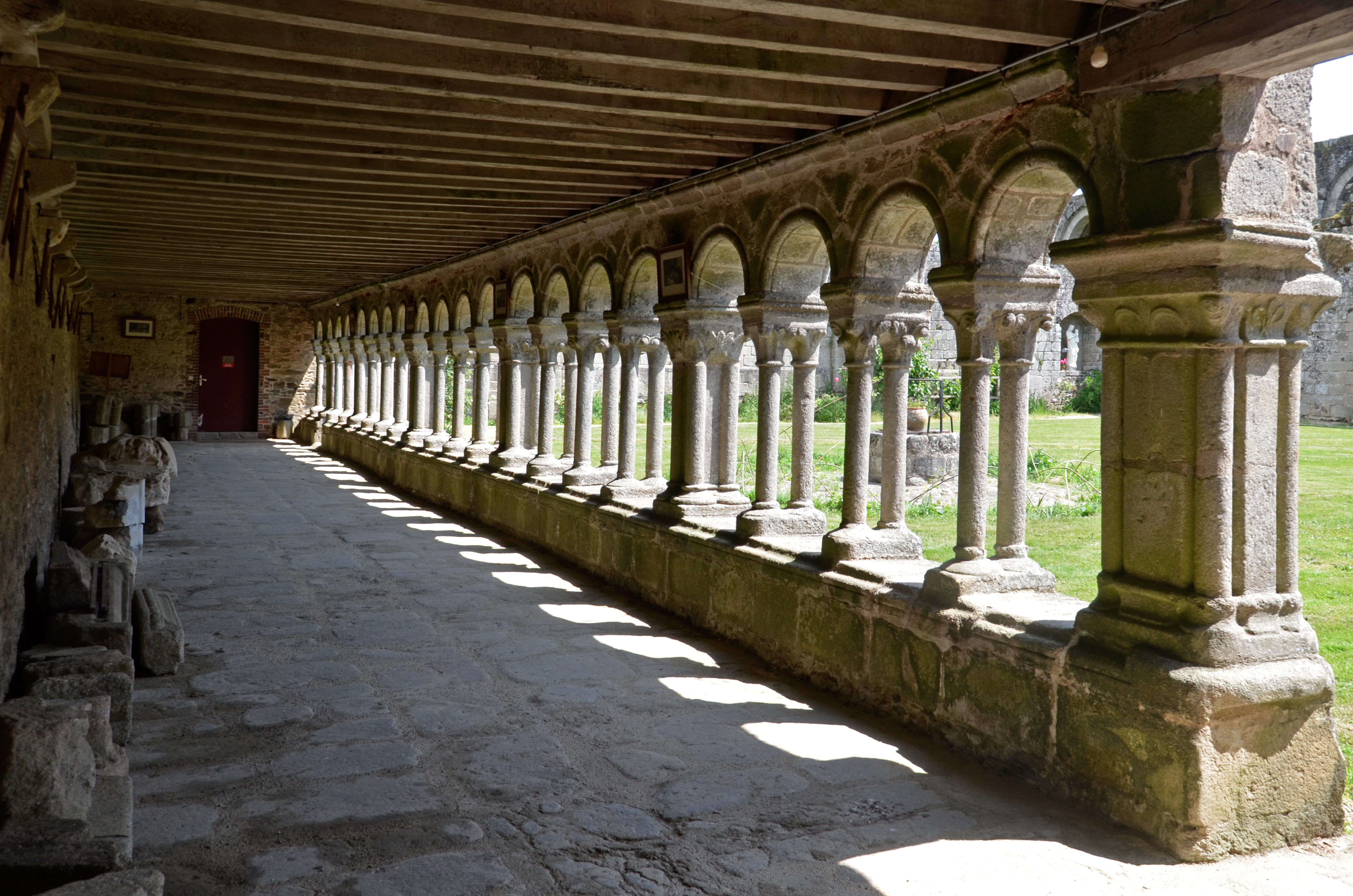
Allée du cloître.
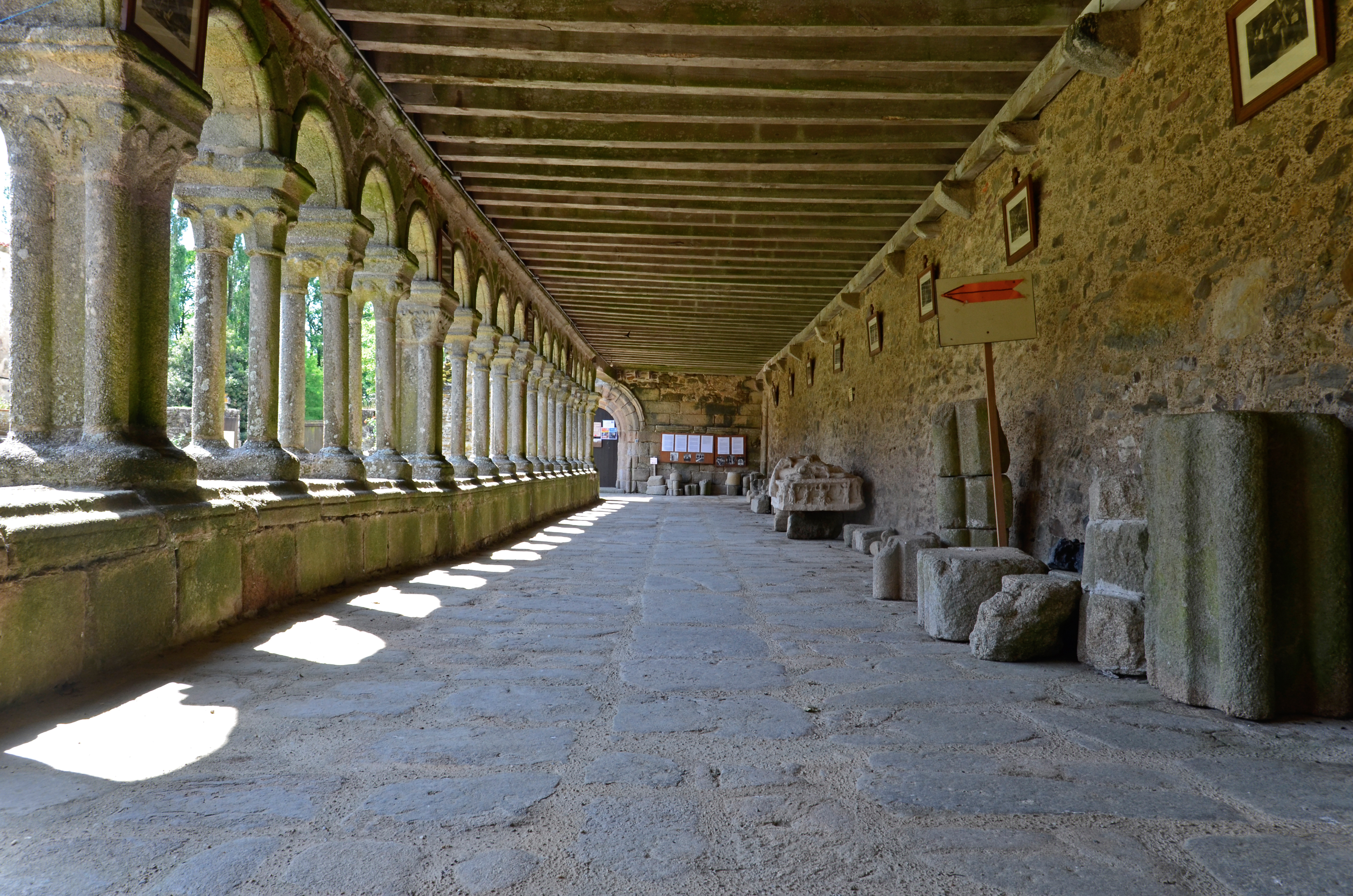
Galerie Ouest.